# Swing Down Sweet Chariot
"Swing Down Sweet Chariot" es una canción góspel grabada y popularizada por Elvis Presley quien la incluyó en su exitoso álbum His Hand in Mine y otros álbumes  además de editarse como sencillo e incluirse posteriormente en su película The Trouble with Girls.  La canción es un tema folk tradicional estadounidense arreglado y modificado dentro estilo góspel por Presley basado en un pasaje bíblico que habla sobre las visiones de un carruaje por parte de Ezequiel  también conocidas como misticismo del carro celestial.

## Antecedentes, grabación y ediciones
La canción había sido interpretada por el Golden Gate Quartet en la década de 1940 como canción góspel aunque con un ritmo notoriamente más lento y arreglos vocales diferentes. Elvis modificó los compases y los coros convirtiéndola en un acelerado tema góspel con matices de swing, escogiéndolo como uno de los temas para ser grabado para su álbum de 1960 "His Hand in Mine" y para luego regrabado años más tarde para musicalizar una de las escenas de su película de 1969 The Trouble with Girls.  La versión de 1960 contó con los coros de The Jordanaires, y la versión posterior fue secundada coralmente por The Mello Men. 
Casi cuatro décadas después, la versión de la canción de la banda sonora de The Trouble with Girls fue reeditada en el Box Set de 2010 The Complete Elvis Presley Masters, pero esta vez cuenta con un grupo exclusivamente femenino cantando coros.

### Ediciones
- His Hand in Mine (álbum) - 1960
- "Milky White Way" / "Swing Down Sweet Chariot" (sencillo) - 1966 [9]
- You'll Never Walk Alone (álbum) - 1971
- Elvis: A Legendary Performer vol. 4 - 1983 [10]
- Soundtrack Elvis Presley - Live a Little, Love a Little / The Trouble with Girls" (álbum) - 1995 [11]
- Peace In The Valley – The Complete Gospel Recordings - 2000 [1]
- The Complete Elvis Presley Masters (Box Set) - 2010 [5]

## Músicos de la sesión
• Elvis Presley:- voz y guitarra acústica rítmica
• The Jordanaires - coros
• Boots Randolph: sax
• Scotty Moore - guitarra eléctrica
• Hank Garland - guitarra acústica
• Floyd Cramer - piano
• Bob Moore - contrabajo
• D.J. Fontana, Buddy Harman - batería 

## Versión fílmica
En la escena fílmica "The Trouble with Girls" Elvis en su papel de Walter Hale  entona el tema junto a un cuarteto vocal sobre un escenario montado en el interior de una gran carpa en una convocatoria artística que se realizaba en el pueblo donde transcurre la acción. En esta versión se destaca por debajo de las voces el acompañamiento del piano y las notas del bajo sobre una base rítmica claramente guiada por el sonido de la pandereta. 

## Letra
La letra se refiere al pedido espiritual de un devoto para que una carroza que ve pasar se detenga y le permita subirse, orándole al Señor que lo conduzca ya que tiene su hogar en otro lado. Luego la canción da a entender que la carroza a la que se refiere es la que el profeta Ezequiel vio en el medio del campo con un ángel que trabajaba reparando una de sus ruedas. 